# Torneo de Candidatas 1997
El Torneo de Candidatas de 1997 fue un torneo de ajedrez de para decidir la retadora para el Campeonato Mundial Femenino de Ajedrez de 1999. 

## Participantes
| Título                 | Jugadora                      | Método de Clasificación                    | Notas |
| Torneo de Candidatas   | Torneo de Candidatas          | Torneo de Candidatas                       | Torneo de Candidatas                                                                                            |
| ---------------------- | ----------------------------- | ------------------------------------------ | --- |
| GM                     | Xie Jun                       | Perdedora del Campeonato Mundial de 1996   | |
| GM                     | Maia Chiburdanidze            | Finalista del Torneo de Candidatas de 1994 | |
| GM                     | Pia Cramling                  | Rating                                     | Originalmente clasificada para el Interzonal, la FIDE le otorgó el lugar luego de no haber viajado a Chishináu. |
| GM                     | Judit Polgár                  | Rating                                     | |
| Interzonal de Chisináu |                               |                                            | |
| GM                     | Pia Cramling                  | 3º - 9º Torneo de Candidatas 1994          | |
| WGM                    | Alisa Galiámova               | 3º - 9º Torneo de Candidatas 1994          | |
| WGM                    | Alisa Marić                   | 3º - 9º Torneo de Candidatas 1994          | |
| WGM                    | Peng Zhaoqin                  | 3º - 9º Torneo de Candidatas 1994          | |
| WGM                    | Nana Ioseliani                | 3º - 9º Torneo de Candidatas 1994          | |
| WGM                    | Cristina Foișor               | 3º - 9º Torneo de Candidatas 1994          | |
| WGM                    | Ketevan Arakhamia             | 3º - 9º Torneo de Candidatas 1994          | |
|                        | Mónica Calzetta Ruiz          | Zonal 1.1                                  | |
| WGM                    | Ketino Kachiani               | Zonal 1.2a                                 | |
| WGM                    | Vesna Bašagić                 | Zonal 1.2b                                 | |
| WIM                    | Johanna Paasikangas           | Zonal 1.3                                  | |
| WGM                    | Antoaneta Stefanova           | Zonal 1.4                                  | |
| WIM                    | Petra Krupková                | Zonal 1.4                                  | |
| WIM                    | Monika Bobrowska              | Zonal 1.4                                  | |
| WGM                    | Elena Luminița Radu           | Zonal 1.4                                  | |
| WIM                    | Zorika Nikolin                | Zonal 1.5a                                 | Sin Confirmar                                                                                                   |
| WIM                    | Suzana Maksimović             | Zonal 1.5a                                 | Sin Confirmar                                                                                                   |
| WGM                    | Nino Gurieli                  | Zonal 1.5b                                 | Sin Confirmar                                                                                                   |
| WIM                    | Miranda Khorava               | Zonal 1.5b                                 | Sin Confirmar                                                                                                   |
| WGM                    | Elina Danielian               | Zonal 1.5b                                 | Sin Confirmar                                                                                                   |
| WIM                    | Natalia Edzgveradze           | Zonal 1.5b                                 | Sin Confirmar                                                                                                   |
| WIM                    | Maia Lomineishvili            | Zonal 1.5b                                 | Sin Confirmar                                                                                                   |
| WFM                    | Natia Lanjgava                | Zonal 1.5b                                 | Sin Confirmar                                                                                                   |
| WIM                    | Tatiana Shumiakina            | Zonal 1.6                                  | |
| WIM                    | Ludmila Zaitseva              | Zonal 1.6                                  | |
| WIM                    | Irina Kulish                  | Zonal 1.6                                  | Sin Confirmar                                                                                                   |
| WIM                    | Monika Tsõganova              | Zonal 1.7                                  | |
| WIM                    | Dagnė Čiukšytė                | Zonal 1.7                                  | |
| WIM                    | Almira Skripchenko            | Zonal 1.8                                  | |
| WFM                    | Cristina Moșin                | Zonal 1.8                                  | |
| WFM                    | Svetlana Petrenko             | Zonal 1.8                                  | |
| WIM                    | Marina Sheremetieva           | Zonal 1.8                                  | |
| WFM                    | Natalia Kiseleva              | Zonal 1.9                                  | |
| WGM                    | Lidia Semenova                | Zonal 1.9                                  | |
| WIM                    | Inna Gaponenko                | Zonal 1.9                                  | |
| WIM                    | Natalia Zhukova               | Zonal 1.9                                  | |
| WGM                    | Elena Donaldson-Akhmilovskaya | Zonal 2.1                                  | |
| WGM                    | Irina Levitina                | Zonal 2.1                                  | |
| WGM                    | Anjelina Belakovskaia         | Zonal 2.1                                  | |
| WIM                    | Nava Starr                    | Zonal 2.2                                  | |
| WIM                    | Tatiana Ratcu                 | Zonal 2.4                                  | |
| WIM                    | Bagyashree Sathe Thipsay      | Zonal 3.1                                  | |
| WIM                    | Irina Berezina                | Zonal 3.2                                  | |
| WIM                    | Hoàng Thanh Trang             | Zonal 3.2                                  | |
| WFM                    | Lin Ye                        | Zonal 3.3                                  | |
| WFM                    | Wang Lei                      | Zonal 3.3                                  | |
| WGM                    | Qin Kanying                   | Zonal 3.3                                  | |
| WIM                    | Lu Xiaosha                    | Zonal 3.3                                  | |
| WIM                    | Elvira Sakhatova              | Zonal 3.4                                  | |
| WIM                    | Zhu Chen                      | Mundial Juvenil Femenino 1994              | |
| WIM                    | Nino Khurtsidze               | Mundial Juvenil Femenino 1995              | |
| WGM                    | Svetlana Matveeva             | Rating                                     | Sin Confirmar                                                                                                   |
| WGM                    | Nataša Bojković               | Rating                                     | Sin Confirmar                                                                                                   |
| WIM                    | Sharon Burtman                | Reemplazo                                  | |
| WFM                    | Ivona Jezierska               | Reemplazo                                  | |
| WGM                    | Tatiana Lemachko              | Sin Confirmar                              | |

## Interzonal
El Interzonal se disputó entre septiembre y octubre de 1995 en la ciudad de Chisináu. Se disputaron mediante un Sistema suizo donde las siete primeras (originalmente seis, pero ante la negativa de Judit Polgár de competir en torneos exclusivamente femeninos, la plaza se le otorgó al séptimo lugar) clasificarían al torneo de candidatas. Se desconoce con certitud el criterio de desempate
| Pos | Jugadora                 | Elo  | Pts |
| --- | ------------------------ | ---- | --- |
| 1   | Ketevan Arakhamia        | 2420 | 9½  |
| 2   | Ketino Kachiani          | 2360 | 9   |
| 3   | Nana Ioseliani           | 2475 | 8½  |
| 4   | Alisa Galiámova          | 2475 | 8½  |
| 5   | Peng Zhaoqin             | 2355 | 8½  |
| 6   | Alisa Marić              | 2445 | 8½  |
| 7   | Nino Gurieli             | 2360 | 8   |
| 8   | Vesna Bašagić            | 2340 | 8   |
| 9   | Svetlana Matveeva        | 2440 | 8   |
| 10  | Nataša Bojković          | 2425 | 7½  |
| 11  | Qin Kanying              | 2370 | 7½  |
| 12  | Inna Gaponenko           | 2365 | 7½  |
| 13  | Nino Khurtsidze          | 2295 | 7½  |
| 14  | Elvira Sakhatova         | 2340 | 7½  |
| 15  | Petra Krupková           | 2210 | 7½  |
| 16  | Lidia Semenova           | 2310 | 7½  |
| 17  | Cristina Foișor          | 2345 | 7   |
| 18  | Wang Lei                 | 2290 | 7   |
| 19  | Zhu Chen                 | 2390 | 7   |
| 20  | Almira Skripchenko       | 2400 | 7   |
| 21  | Hoàng Thanh Trang        | 2405 | 7   |
| 22  | Tatiana Shumiakina       | 2345 | 7   |
| 23  | Miranda Khorava          | 2270 | 7   |
| 24  | Suzana Maksimović        | 2190 | 7   |
| 25  | Lu Xiaosha               | 2280 | 6½  |
| 26  | Anjelina Belakovskaia    | 2345 | 6½  |
| 27  | Marina Sheremetieva      | 2250 | 6½  |
| 28  | Antoaneta Stefanova      | 2415 | 6½  |
| 29  | Elina Danielian          | 2320 | 6½  |
| 30  | Natalia Edzgveradze      | 2320 | 6½  |
| 31  | Natalia Zhukova          | 2360 | 6½  |
| 32  | Ludmila Zaitseva         | 2360 | 6   |
| 33  | Monika Bobrowska         | 2310 | 6   |
| 34  | Maia Lomineishvili       | 2295 | 6   |
| 35  | Dagnė Čiukšytė           | 2225 | 6   |
| 36  | Monika Tsõganova         | 2295 | 6   |
| 37  | Natalia Kiseleva         | 2260 | 6   |
| 38  | Irina Kulish             | 2300 | 6   |
| 39  | Mónica Calzetta Ruiz     | 2130 | 5½  |
| 40  | Lin Ye                   | 2205 | 5½  |
| 41  | Irina Berezina           | 2195 | 5½  |
| 42  | Zorika Nikolin           | 2235 | 5½  |
| 43  | Tatiana Ratcu            | 2080 | 5   |
| 44  | Elena Luminița Radu      | 2330 | 5   |
| 45  | Svetlana Petrenko        | 2250 | 5   |
| 46  | Bagyashree Sathe Thipsay | 2195 | 5   |
| 47  | Tatiana Lemachko         | 2310 | 5   |
| 48  | Johanna Paasikangas      | 2280 | 5   |
| 49  | Natia Lanjgava           | 2280 | 4½  |
| 50  | Ivona Jezierska          | 2085 | 4½  |
| 51  | Sharon Burtman           | 2065 | 3   |
| 52  | Cristina Moșin           |      | ½   |

## Torneo de Candidatas
El torneo de candidatas se disputó mediante un todos contra todos en la ciudad de Groninga entre el 9 y el 29 de diciembre de 1997. Las dos primeras jugarían una final, donde la vencedora obtendría el derecho de retar a Zsuzsa Polgár por el título mundial. Esta debía ser disputada al año siguiente en Shenyang, pero Galliamova se negó a disputar la totalidad del encuentro en el país de su contrincante Jun. Por esto, se declaró vencedora a Jun, quien debía enfrentar a Polgár. Sin embargo, esta última no disputó el encuentro debido a la recuperación de su embarazo, por lo que el campeonato del mundo se disputó entre Jun y Galliamova.
|    | Jugadora                  | Rating | 1  | 2  | 3  | 4  | 5  | 6  | 7  | 8  | 9  | 10 | Pts. |
| -- | ------------------------- | ------ | -- | -- | -- | -- | -- | -- | -- | -- | -- | -- | ---- |
| 1  | Alisa Galliamova          | 2445   | -  | ½  | 1  | 1½ | 2  | 1½ | 1½ | 1½ | 2  | 2  | 13½  |
| 2  | Xie Jun                   | 2495   | 1½ | -  | 1½ | ½  | ½  | 1½ | 2  | 1  | 2  | 2  | 12½  |
| 3  | Nana Ioseliani            | 2520   | 1  | ½  | -  | 1  | 1½ | 1½ | ½  | 1  | 2  | 2  | 11   |
| 4  | Maia Chiburdanidze        | 2525   | ½  | 1½ | 1  | -  | 1  | 1½ | ½  | 1  | 2  | 2  | 11   |
| 5  | Peng Zhaoqin              | 2400   | 0  | 1½ | ½  | 1  | -  | ½  | 1½ | 1  | 1½ | 1½ | 9    |
| 6  | Alisa Marić               | 2460   | ½  | ½  | ½  | ½  | 1½ | -  | 1  | 1½ | 1½ | 1½ | 9    |
| 7  | Ketevan Arakhamia-Grant   | 2430   | ½  | 0  | 1½ | 1½ | ½  | 1  | -  | 0  | 2  | 2  | 9    |
| 8  | Pia Cramling              | 2520   | ½  | 1  | 1  | 1  | 1  | ½  | 2  | -  | 0  | 1½ | 8½   |
| 9  | Nino Gurieli              | 2370   | 0  | 0  | 0  | 0  | ½  | ½  | 0  | 2  | -  | 2  | 5    |
| 10 | Ketino Kachiani-Gersinska | 2415   | 0* | 0* | 0* | 0* | ½* | ½* | 0* | ½  | 0* | -  |      |

Kachiani-Gersinska abandonó la competencia tras la ronda 10